# 洪武北路
洪武北路是中華人民共和國江蘇省南京市玄武區一條南北走向道路，北起珠江路，南至中山東路。道路全長880米，寬30米至34米。道路位於洪武路以北，所以得名洪武北路。1987年，上乘庵被拆除時擴建洪武北路。道路沿途有南京市政協。